# Def Jam: Fight for NY
Def Jam: Fight for NY – stworzony przez EA Games w 2004 roku sequel gry Def Jam Vendetta.
Gra należy do komputerowych bijatyk. Bohaterami gry są raperzy współpracujący z wytwórnią Def Jam Recordings, aktorzy bądź ludzie związani ze środowiskiem subkultury HIP-HOP.
W Def Jam: Fight for NY został pokazany obraz ulicznych walk toczonych w Nowym Jorku przez dwa rywalizujące ze sobą o szacunek i wpływy gangi (gang D-Moba oraz gang Crowa).
W trakcie gry gracz ma możliwość zmiany wyglądu swojej postaci w kilku punktach usługowych (fryzjer, sklep z ubraniami, jubiler oraz w klubie tatuażu).
Gracz może wybierać spośród pięciu stylów walki (street fighting, kickboxing, sztuki walki, zapasy oraz submission wrestling), z czego nauczyć się może tylko trzech.
Gra posiada tryb fabularny oraz tryb dowolnej walki (Battle) z dowolnym przeciwnikiem (maksymalnie z czterema) – komputerowym lub sterowanym przez innego gracza.
Gracz dołącza do gangu D-Moba; podczas walk ma możliwość korzystania z pomocy widowni podczas bijatyki z przeciwnikiem, przedmiotów znajdujących się w pobliżu oraz elementów wyposażenia poziomu (takiego jak stoły, itp.).

## Tryb "Battle"
Tryb Battle jest trybem swobodnej walki niemający wpływu na tryb fabularny gry. Dostępnych jest 9 trybów gry:
1. One on One (walka jeden na jednego)
2. Team Match (walka drużynowa dwóch na dwóch)
3. Free for All (walka trzech lub czterech graczy każdy na każdego)
4. Window Match – walka na arenie umożliwiającej wyrzucenie przeciwnika przez okno
5. Subway Match – walka na arenie umożliwiającej wrzucenie przeciwnika pod nadjeżdżający pociąg
6. Demolition Match – walka na arenie umożliwiającej pokonanie przeciwnika poprzez zniszczenie jego samochodu
7. Inferno Match – walka na arenie umożliwiającej wrzucenie przeciwnika do ognia
8. Ring out Match – walka na arenie umożliwiającej wyrzucenie przeciwnika z ringu
9. Cage Match – walka odbywa się w klatce

## Przedmioty
Gracz podczas walki może używać również różnych przedmiotów, które znajdzie na arenie lub zostaną podane mu przez widownię. Uderzenie przeciwnika danym przedmiotem pozwala na spowodowanie u niego większych obrażeń.

## Def Jam Fight for NY: The Takeover
Def Jam Fight for NY: The Takeover jest wydanym w 2006 roku na konsole PSP portem gry Def Jam: Fight for NY jednak fabularnie jest prequelem gry Def Jam Vendetta. W porównaniu ze swoim poprzednikiem wydanym na konsole PS2 zawiera kilka nowych ataków oraz cztery nowe areny.